# Neoptolemos (mitologia)
Neoptolemos (gr. Νεοπτόλεμος Neoptólemos, łac. Neoptolemus, Pyrrhus) – w mitologii greckiej syn herosa Achillesa i jego kochanki Dejdamei.
Urodził się na wyspie Skyros. Jego matka była córką króla Dolopów, Likomedesa, u którego Achilles przebywał przed wyruszeniem na wojnę trojańską. Według wyroczni jego obecność była niezbędna dla zdobycia Troi, z tego względu po śmierci Achillesa został zabrany na wojnę przez Odyseusza. Podczas wojny wsławił się wieloma żołnierskimi czynami. Choć w rzemiośle wojennym początkowo był niedoświadczony, nad pozostałymi achajskimi wojownikami górował odwagą i siłą; brakowało mu jednak ojcowskiej wspaniałomyślności. Po zdobyciu Troi w zemście za zabicie ojca, bez litości, na oczach żony i dzieci, zabił Priama, Astyanaksa i Poliksenę. Przy podziale łupów wojennych przypadła mu w udziale Andromacha, z którą doczekał się potem 3 synów: Pergamosa, Pielosa i Molossosa. Po powrocie do Epiru poślubił córkę Heleny i Menelaosa – Hermionę. Hermiona nie urodziła mu dzieci i w związku z tym odczuwała zazdrość w stosunku do Andromachy, więc pozbyła się jej, a jej synów próbowała zabić. Syn Agamemnona i Klitajmestry – Orestes, kiedyś zaręczony z Hermioną, zabił Neoptolemosa i ożenił się z nią.

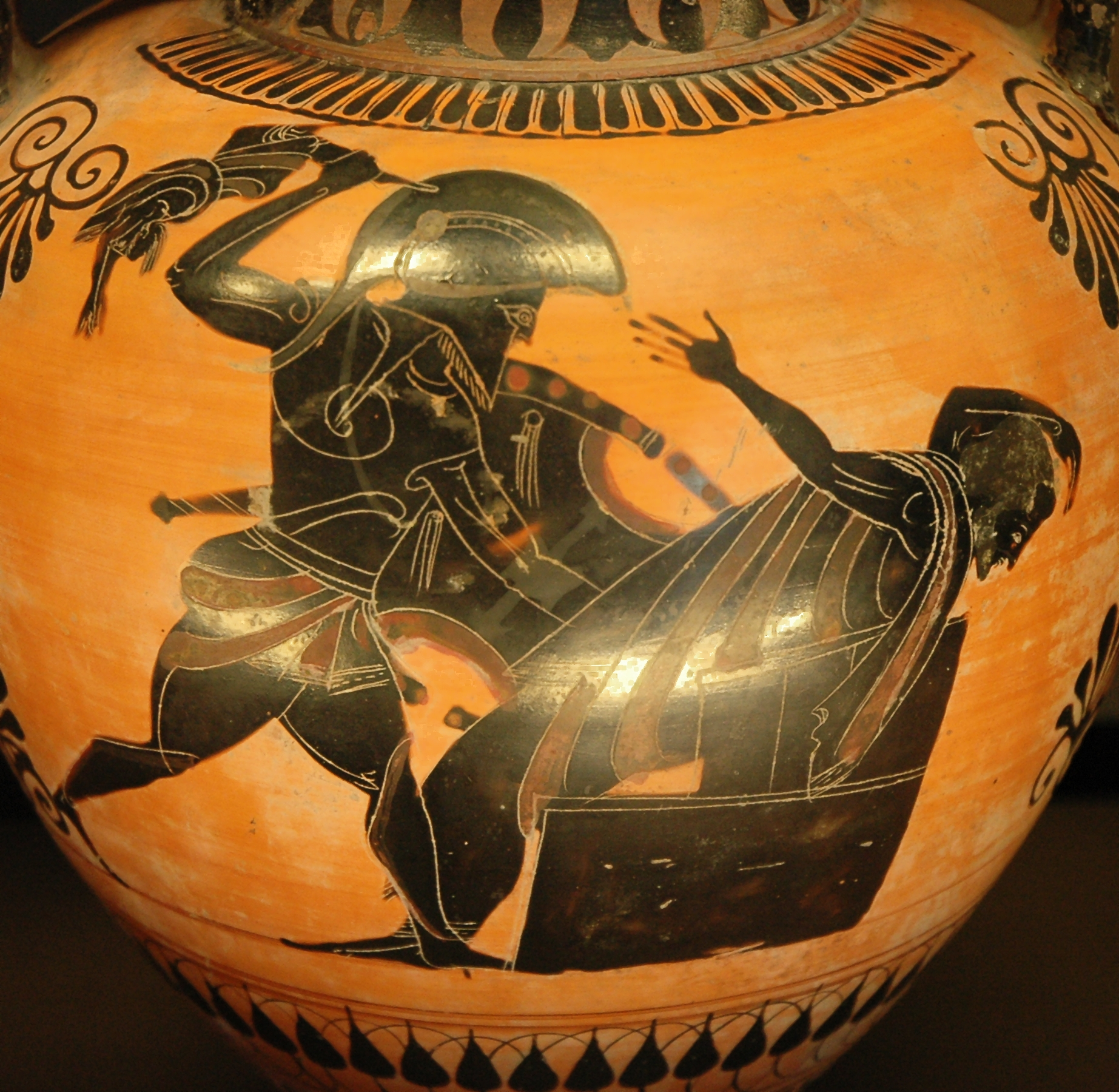
Fragment amfory, znajdującej się obecnie w Luwrze. Przedstawia zamordowanie Priama przez Neoptolemosa

Neoptolemos uważany jest za jednego z najmniej sympatycznych bohaterów wojny trojańskiej. Na początku wojny zachowywał się zgodnie z naturą człowieka honoru, jednak później stał się okrutnym żołnierzem, owładniętym żądzą mordu.
W tragedii Sofoklesa pod tytułem Filoktet Neoptolemos został wysłany na wyspę Lemnos wraz z Odysem, aby zabrać tytułowego Filokteta, sławnego łucznika, do wybrzeży Troi, ponieważ, zgodnie z przepowiednią pojmanego przez Greków trojańskiego wieszcza – Helenosa, obecność Filokteta, oprócz samego Neoptolemosa, była niezbędna do zdobycia miasta.